# LY-503,430
LY-503,430 je ampakinski lek koji je razvila kompanija Eli Lili.
LY-503,430 proizvodi nootropne i neuroprotektivne efekte, čime redukuje moždana oštećenja uzrokovana 6-hidroksidopaminom ili MPTP-om. On isto tako povišava nivoe neurotrofnog faktora BDNF u mozgu, posebno u substantia nigra, hipokampusu i striatumu. On je oralno aktivan. LY-503,430 se razvija za moguću primenu u lečenju Parkinsonove bolesti. Moguće je će naći primenu i u tretmanju Alchajmerove bolesti, depresije i šizofrenije.